# 馬薩里峰
46°28′33.6″N 8°40′59.7″E / 46.476000°N 8.683250°E
馬薩里峰（Pizzo Massari），是瑞士的山峰，位於該國南部，由提契諾州負責管轄，屬於勒蓬廷山的一部分，該山峰海拔高度2,760米，每年平均降雨量2,204毫米。